# Бети (Чад)
Бети (фр. Béti) — деревня и супрефектура в Чаде, расположенная на территории региона Восточный Логон. Входит в состав департамента Восточное Коу.

## Географическое положение
Деревня находится в южной части Чада, к востоку от реки Восточный Логон, на высоте 508 метров над уровнем моря.
Населённый пункт расположен на расстоянии приблизительно 443 километров к юго-юго-востоку (SSE) от столицы страны Нджамены.

## Население
По данным официальной переписи 2009 года численность населения Бети составляла 35 764 человека (16 932 мужчины и 18 832 женщины). Население супрефектуры по возрастному диапазону распределилось следующим образом: 53,7 % — жители младше 15 лет, 43,4 % — между 15 и 59 годами и 2,9 % — в возрасте 60 лет и старше.

## Транспорт
Ближайший аэропорт расположен в городе Дильдо.